# Rheingroppe
Die Rheingroppe (Cottus rhenanus) ist ein kleiner, auch in Deutschland vorkommender Süßwasserfisch, der ursprünglich nur im Flussgebiet des Rheins lebte.

## Merkmale
Die Rheingroppe erreicht eine Maximallänge von etwa 9,5 cm. Von anderen Arten der gleichen Gattung unterscheidet sich die Art dadurch, dass sie kein durchgehendes Band auf der Afterflosse  besitzt und der Körper nicht durch stachelartige, rückgebildete Schuppen gesprenkelt ist (manchmal kommt unter der Brustflosse eine Sprenkelung vor). An der Basis der ersten Rückenflosse hat der Fisch schwach ausgebildete schwarze Flecken. Hinzu kommen molekulare Daten, die den Artstatus der erst 2005 beschriebenen Art bestätigen.

## Lebensweise
Die Rheingroppe lebt im Süßwasser und ist hier vor allem am Gewässerboden und in den unteren Wasserschichten der Flüsse zu finden (benthopelagisch). Sie gilt als wenig anspruchsvoll und ist vor allem an kaltes Wasser der gemäßigten Klimazone angepasst. Die Fortpflanzungsraten sind sehr hoch, eine Verdopplung der Population erfolgt in weniger als 15 Monaten.

## Emschergroppe
Zwei im Brabecker Mühlenbach, einem Zulauf der Boye im Emschersystem am Niederrhein, lebende Populationen der Art wurden durch Robert Donoso-Büchner als „Emschergroppe“ gefasst. Die Tiere sind genetisch anhand von Markern der mitochondrialen DNA von der typischen Rheingroppe nicht zu unterscheiden, es sollen aber geringfügige morphologische Unterschiede existieren. Demnach wäre die „Emschergroppe“ am ehesten als eine etwas differenzierte Lokalpopulation der Rheingroppe zu klassifizieren. 

### Bedrohung

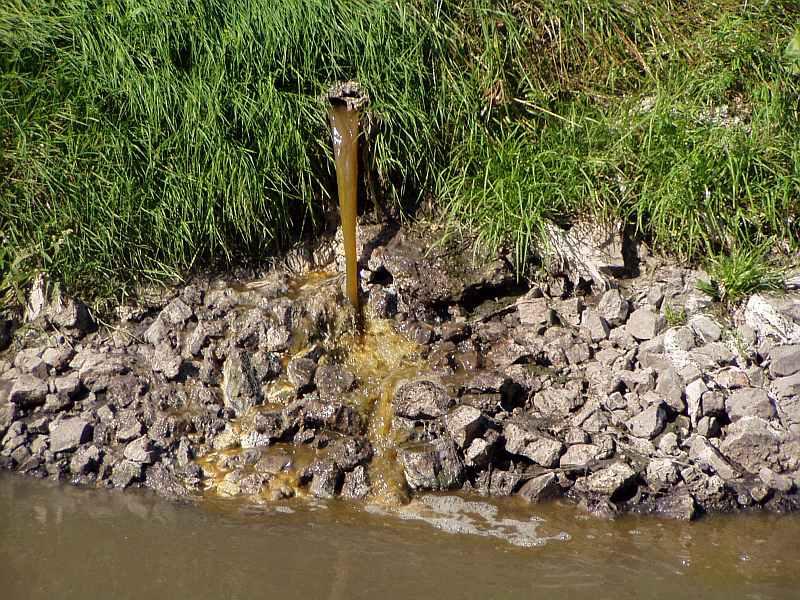
Direkteinleitung von verschmutztem Wasser in die Boye (2005)

Aufgrund der Kanalisierung und der Verschmutzung durch Abwasser der Emscher und ihrer Nebenflüsse seit dem 19. Jhd. war die Groppe bis ins 21. Jhd. nahezu ausgestorben. Sie verdankt ihre heutige Existenz nur dem Überleben einer Reliktpopulation im Oberlauf der Boye, einem von der Abwassereinleitung verschonten Gewässerabschnitt in Bottrop. Die Emschergenossenschaft hat die „Emschergroppe“ in der renaturierten Emscher und ihren Nebengewässern wieder angesiedelt, um die Population zu erhalten.